# Max Bonner
Max Bonner est un joueur australien de tennis.

## Carrière
1/4 de finaliste de l'Open d'Australie en 1946 et en double en 1946 et 1948.